# 佐藤信 (農学者)
佐藤 信（さとう まこと、1927年 - ）は、日本の農学者、醸造試験場所長、東京大学講師、学位は農学博士。専攻は農芸化学。

## 履歴
三重県生まれる。東京大学農学部農芸化学科を卒業。1962年「酒類の官能検査法に関する研究」で東京大学より農学博士号を取得。国税庁醸造試験場に奉職し酒類の官能テストに推計統計学を応用する研究を行う。

## 著作
- 1968『推計学のすすめ---決定と計画の科学』講談社